# Stephen Ullmann
Stephen Ullmann (eigentlich Ullmann István; * 31. Juli 1914 in Budapest/Ungarn; † 10. Januar 1976 in London) war ein ungarischer Linguist, der seine Forschungen, vor allem auf dem Gebiet der Semantik – der Bedeutungslehre als ein Teilgebiet der Sprachwissenschaft – in England betrieb.

## Leben und Werk
Ullmann promovierte 1936 in Budapest und ging 1939 nach England. Er war Professor in Glasgow, Leeds und ab 1968 als Nachfolger von T.B.W. Reid in Oxford.
Er veröffentlichte 1967 „Grundzüge der Semantik“ und teilt diese in drei Teile ein: 1. le nom (Lautsequenz), 2. le sens (die Bedeutung) und 3. la chose (der außersprachliche Gegenstand). Er stellte diese drei semantischen Felder in Beziehung zueinander und ging dabei ähnlich vor wie Saussure, der sich ebenfalls mit der Semantik befasste. Saussure benutzte unterschiedliche Bezeichnungen, jedoch ähneln sich die Analysen von Ullmann und Saussure sehr.

## Weitere Werke
- The epic of the Finnish nation, London 1940
- Words and their Use, New York 1951
- The Principles of Semantics. A Linguistic Approach to Meaning, Glasgow/Oxford 1951 (deutsch: Semantik. Eine Einführung in die Bedeutungslehre), Frankfurt a. M., Fischer Verlag 1973, ISBN 3 10 8829017
- Précis de Sémantique française, Bern 1952
- Style in the French Novel, Cambridge 1957
- Semantics. An Introduction to the Science of Meaning, Oxford/New York 1962
- Language and Style, Oxford 1964
- Grundzüge der Semantik. Die Bedeutung in sprachwissenschaftlicher Sicht, Berlin 1967
- Meaning and Style. Collected Papers, Oxford/New York 1973